# Henri Namphy
Henry Namphy (ur. 2 listopada 1932 w Cap-Haïtien, zm. 26 czerwca 2018 w Dominikanie) – haitański generał i polityk.
Był szefem sztabu generalnego haitańskiej armii w latach 1984–1988. W trakcie tego okresu obalił w 1986 dyktaturę klanu Duvalierów, stając następnie na czele państwa jako szef junty wojskowej. Od stycznia do czerwca 1988 obejmował stanowisko naczelnego dowódcy sił zbrojnych, jednak po obaleniu prezydenta Manigata ponownie został szefem junty, by w końcu stracić władzę na skutek spisku oficerskiego i wyemigrować z kraju.